# 고마키하라역
고마키하라역(일본어: 小牧原駅, こまきはらえき)은 일본 아이치현 고마키시에 있는 메이테쓰 고마키선의 역이다. 역 번호는 KM05이다.

## 역사
- 1931년 4월 29일: 나고야 철도의 역으로 영업 개시.
- 1944년: 영업 휴지.
- 1951년 10월 11일: 영업 재개.
- 1967년 2월 10일: 무인화.
- 1987년 6월: 고가화.
- 1991년 3월 25일: 모모하나다이 신교통 모모하나다이 선의 고마키하라 역이 개업.
- 2006년 10월 1일: 모모하나다이 신교통의 고마키하라 역이 폐지.
- 2011년 2월 11일: IC카드 승차권 "manaca" 공용 개시.
- 2012년 2월 29일: 트랜 패스 공용 종료.

## 역 구조
단선 승강장 1면 1선만을 가진 고가역이다. 무인역에서 자동 개찰기가 설치되어 있다. 플랫폼 상에 대합실이 있다.

### 승강장
| 노선       | 방향 | 행선                    |
| ---------- | ---- | ----------------------- |
| ■ 고마키선 | 하행 | 이누야마 방면           |
| ■ 고마키선 | 상행 | 고마키・헤이안도리 방면 |

## 역 주변
역 주변은 주택가이다. 국도 제155호선의 대안에는 큰 공장이나 배송소 등이 있다. 역 근처에 편의점이 있다.
- 일본 플라스틱 공업
- 미쓰야마 고분군
- 야마다 전기 고마키점
- 고마키하라 크로스 로드

## 인접역
| 나고야 철도 ■ 고마키선    | 나고야 철도 ■ 고마키선 | 나고야 철도 ■ 고마키선      |
| ------------------------- | ---------------------- | --------------------------- |
| KM06 고마키 가미이다 방면 |                        | 아지오카 KM04 이누야마 방면 |